# Trigonogenius imitans
Trigonogenius imitans is een keversoort uit de familie klopkevers (Ptinidae). De wetenschappelijke naam van de soort werd in 1920 gepubliceerd door Hans Eggers.